# Cratospila circe
Cratospila circe är en stekelart som först beskrevs av Alexander Henry Haliday 1838.  Cratospila circe ingår i släktet Cratospila och familjen bracksteklar. Inga underarter finns listade i Catalogue of Life.